# 알렉상드르 가이다마크
알렉상드르 가이다마크 (Alexandre "Sacha" Gaydamak, 1976년 5월 ~ )은 프랑스와 이스라엘의 기업인으로, 잉글랜드 프리미어리그의 포츠머스 FC의 옛 구단주였다.

## 일생과 경력
그는 1976년 5월 프랑스의 부유한 유대인 가문인 가이다마크 가문의 아들로 태어났다. 그의 아버지는 베이타르 예루살렘 FC의 소유주이기도 하며, 가이다마크는 룩셈부르크 기반의 회사를 소유하며 2006년 7월 잉글랜드 프리미어리그의 포츠머스 FC를 인수하였다.
그러나 2009년 7월 21일 금융위기로 구단이 붕괴 직전까지 몰리자, 사우디아라비아의 부동산 재벌 알리 알 파라지에게 구단을 매각하였다.
현재 프랑스와 이스라엘의 이중 국적을 보유하고 있다.

## 같이 보기
- 베이타르 예루살렘 FC
- 포츠머스 FC